# Holmsjön (Ulrika socken, Östergötland)
Holmsjön är en sjö i Linköpings kommun i Östergötland och ingår i Motala ströms huvudavrinningsområde.